# 杰德克语
杰德克语是一种于2017年发现的亚斯里语支语言。杰德克语使用者与外人自称讲明里克语或巴塔克语，他们的语言虽然非常接近，仍是不同的语言。

## 词源
杰德克语是一种没有内名。临近的亚斯里语使用者，特别是嘉海语和明里克语使用者称他们为Jdɛk[ɟᶽəˈdɛk˺]。

## 语言社会
马来半岛北部吉兰丹日里县日里镇以南Rual河的Sungai Rual村中，杰德克语使用者约有280人。1970年代，马来西亚政府出资将Pergau河中游几支塞芒人牧民安置到Sungai Rual，他们都是嘉海语和杰德克语使用者。今日，该地区有3个村庄，住着7支部落，其中4个主要讲杰德克语，3个讲嘉海语。
杰德克语使用者人数很少，但有几个因素确保了该语言的代际传承不被打断。塞芒人在经历社会变化、不断与外界接触的同时，保持着自己独特的语言特性，是一个强大而有韧性的文化传统。1970年代以来，杰德克语人口不断增加，杰德克语被所有年龄段的人在所有环境中使用。同时，所有教育都是以国家语言马来语进行的，要想获得一份有报酬的工作，就必须会马来语，这是亚斯里语社区周边的主要语言。尽管杰德克人对自己的语言持积极态度，但没有得到马来西亚官方承认，马来西亚政府认为他们讲嘉海语。
塞芒社区具有高度游牧传统，并习惯拆散群体以适应他们要经历的特殊条件。塞芒人还实行带状外婚，即不同语言人群间的婚姻相当普遍。由于与周围社区接触频繁，塞芒人通常能说多种亚斯里语，多数时候还会一种邻近的多数民族语言（马来语或泰语）。由于杰德克语和贾海语人群都在日里镇定居，多数杰德克人都对嘉海语有一定了解。

## 音系

### 元音
杰德克语有9个元音，每个都可鼻化。
|          | 前元音 | 央元音 | 后元音 |
| -------- | ------ | ------ | ------ |
| 闭元音   | i      | ɨ      | u      |
| 中元音   | e      | ə      | o      |
| 半开元音 | ɛ      | ə      | ɔ      |
| 开元音   | a      |        |        |

### 辅音
杰德克语的辅音与嘉海语非常相似。
|      |      | 鼻音 | 齿龈音 | 硬颚音 | 软腭音 | 声门音 |
| ---- | ---- | ---- | ------ | ------ | ------ | ------ |
| 鼻音 | 鼻音 | m    | n      | ɲ      | ŋ      |        |
| 塞音 | 清   | p    | t      | c      | k      | ʔ      |
| 塞音 | 浊   | b    | d      | ɟ      | g      | ʔ      |
| 擦音 | 擦音 | (ɸ)  |        | ç      |        | h      |
| 近音 | 近音 |      | l      | j      | w      |        |
| 颤音 | 颤音 |      | r      |        |        |        |

清双唇擦音/ɸ/是个边缘音位，只出现在词首。
鼻音在词尾且后跟以元音开头的词时预成阻。鼻音能使元音鼻化。
R音介于齿龈颤音/r/和浊小舌擦音/ʁ/之间，具体发音部分取决于说话人的年龄：年轻使用者更倾向于发成/r/，老年使用者则倾向/ʁ/。